# Zádveřice-Raková
Zádveřice-Raková là một làng thuộc huyện Zlín, vùng Zlínský, Cộng hòa Séc.